# قاعدة الملك عبد الله الجوية
قاعدة الملك عبد الله الجوية هي قاعدة جوية تابعة للقوات الجوية الملكية السعودية، و تقع القاعدة على بعد 19 كيلو متراً شمال مدينة جدة. تشترك القاعدة مع مطار الملك عبد العزيز الدولي في بعض المنشآت كالمدارج. تعتبر القاعدة النواة التي تشكلت منها القوات الجوية الملكية السعودية، وهي أول القواعد الجوية في المملكة العربية السعودية.
كانت القاعدة في البداية مطاراً مدنياً في جدة، وقد تحول المطار إلى قاعدة جوية تعرف بقاعدة جدة الجوية، ثم تغيرت الاسم بعد سنوات إلى قاعدة الملك عبد الله الجوية. تعد القاعدة أحد أهم مراكز الإمداد والتموين للقوات المسلحة السعودية و ذلك لاحتوائها على أغلب أسطول طائرات النقل. بالإضافة إلى ما سبق تعتبر القاعدة ذات أهمية عالية للقوات الخاصة السعودية. و يتواجد بالقاعدة مركز العمليات التكتيكية مما يوفر الجهد والوقت على القوات الجوية الملكية السعودية، بالإضافة إلى مرافق أخرى للإمداد والتدريب و الإدارة وركن العمليات والشرطة العسكرية الجوية ووحدات الصيانة والشؤون الدينية.

## الأسراب
القاعدة هي مقر الجناح الثامن والذي يتكون من:
السرب الرابع: يحتوي على طائرات لوكهيد سي-130 هيركوليز.
السرب الثاني والستون: يحتوي على طائرات لوكهيد سي-130 هيركوليز.
السرب العشرون: يحتوي على طائرات لوكهيد سي-130 هيركوليز.